# ليزا اريكسون
ليزا اريكسون (بالسويدية: Lisa Ericson)‏ هي متسابقة يخت سويدية، ولدت في 9 مايو 1988.

## وصلات خارجية
- ليزا اريكسون على موقع الاتحاد الدولي للملاحة الشراعية (موقع جديد) (الإنجليزية)
- ليزا اريكسون على موقع الاتحاد الدولي للملاحة الشراعية (موقع قديم) (الإنجليزية)
- ليزا اريكسون على موقع اللجنة الأولمبية الدولية (الإنجليزية)
- ليزا اريكسون على موقع أوليمبيديا (الإنجليزية)
- ليزا اريكسون على موقع اللجنة الأولمبية السويدية (السويدية)